# Didier Schaub
Didier Schaub, né à Nice le 20 août 1952 et décédé à Paris le 11 novembre 2014, est un commissaire d'exposition et critique d'art français. Il a cofondé avec sa conjointe, la princesse Marilyn Douala Bell, l'Espace doual'art qui est un centre d'art contemporain et un laboratoire de recherche "Ars & Urbis" sur les questions urbaines, basé à Douala au Cameroun ,.

## Biographie

### Formation et débuts professionnels
Didier Schaub est un Alsacien qui voit le jour à Nice le 20 août 1952. A Paris, il étudie l'histoire de l'art et la gestion à l'université où son chemin croise celui de Marilyn Douala Bell. Ils s'installent ensemble en 1986 au Cameroun à Douala la capitale économique du pays à la fin de leurs études universitaires. Lui travaille comme publicitaire aux Brasseries du Cameroun et elle s'investit dans l'Association pour la promotion des initiatives communautaires africaines (APICA).

### Fondation de l'Espace doual'art
En 1991, Didier Schaub et Marilyn Douala Bell décident de se consacrer à plein temps à l'art. Leur vocation est de faire de Douala la capitale des arts plastiques. Ils fondent ensemble doual'art dont il devient le directeur artistique. Cette organisation prend le statut d'association à but non lucratif basée au quartier Bonanjo à Douala, avec pour objectif fondamental la promotion de la production artistique contemporaine au Cameroun. Le siège de doual'art est établi dans une partie de la Pagode de Douala, ancienne demeure des rois Douala Bell,. Didier Schaub et Marilyn Douala Bell conçoivent doual'art comme un laboratoire pour l’expérimentation artistique en zone urbaine. Ils détectent et accompagnent plusieurs pratiquants d'art contemporain camerounais à l'instar des artistes:   
- Koko Komégné avec son œuvre phare Njé Mo Yé[10]
- Joseph-Francis Sumégné avec sa sculpture monumentale La Nouvelle Liberté[11]
- Hervé Yamguen avec son installation la Pirogue céleste[12]
- Salifou Lindou avec sa création Face à l'eau[13]
- Goddy Leye le promoteur de Art Bakery[14]
- Alioum Moussa avec la Passerelle de Bessengué[15]
- Justine Gaga avec son flag art Spectaculaire[16]
- Boris Nzebo détecté lors de l'exposition Jeunes regards urbains[17]
- Pascale Marthine Tayou avec la Colonne Pascale[18]

Didier Schaub organise plusieurs expositions d'artistes camerounais et centrafricains. Il commande plusieurs interventions in situ dans la ville de Douala. De 2000 à 2003, il dirige le département Art contemporain du Programme européen de soutien à la culture d'Afrique centrale. Il est commissaire de l'exposition «Créateurs contemporains d'Afrique centrale» parallèle à la Biennale de Dakar en 2002 et membre du jury international de la Biennale de Dakar en 2004. Il assume les fonctions de Président du jury du Symposium international de sculpture monumentale de Libreville en 2005.

### Fondation du Salon Urbain de Douala (SUD)
En 2007, il devient le directeur artistique du Salon Urbain de Douala (SUD), un festival triennal d'art public. De son vivant, doual'art organise cet événement en 2007, 2010 et 2013. Le SUD encourage les artistes à proposer des œuvres en lien étroit avec la ville de Douala. Lors du SUD, des tables rondes et projets artistiques contribuent à démystifier les arts visuels. Ce qui permet d'inaugurer des œuvres d'art public créées directement dans les quartiers et rues de la métropole économique en vue de rendre l'art contemporain accessible au plus grand nombre.

### Douala, ville d’art et d’histoire
Sous la direction artistique de Didier Schaub, doual'art initie le programme Douala, ville d'art et d'histoire. Il s'agit d'un projet visant à baliser une trentaine de sites historiques visibles à Douala avec des œuvres intitulées Arches de la mémoire. Ces installations artistiques relatent l'origine historique de ces sites à travers des textes inscrits sur des plaques illustrées de photographies d'archives et intégrées aux arches. Restituer aux populations l'histoire de leur ville est le but fondamental de ce programme. 12 arches sont implantées à Bonanjo et d'autres sont présentes à Akwa, Bonabéri, Deïdo, New Bell, Bonendalé...Le design de la construction des arches est l’œuvre de l'artiste française Sandrine Dole. Blaise N'Djehoya est responsable du recueil des données historiques et Lionel Manga de la mise en texte.

### Décès et exposition-hommage
Didier Schaub rend l'âme à Paris dans la nuit du 10 au 11 novembre 2014. Une exposition-hommage lui est dédiée à doual'art du 7 décembre 2024 au 11 janvier 2025. Ce devoir de mémoire à l'occasion du 10ème anniversaire du décès de Didier Schaub s'enclenche dès le mois de novembre 2024 avec le hissage du Flag'Art à Didier.

### Théâtre-Source Didier Schaub
Lors de sa résidence artistique en janvier 2010 à Douala, Philip Aguirre y Otegui a conçu le projet d’aménager un terrain naturel, formé de paliers de boue à plusieurs niveaux surplombant une source d’eau naturelle au quartier Ndogpassi III. Le résultat est la métamorphose de la forme naturelle de la zone entourant la source d’eau du quartier en un amphithéâtre en béton typique de la Rome antique. Construit durant trois ans sous la direction de l’architecte Mauro Lugaresi, le Théâtre-Source est une oeuvre d'art public ayant nécessité une longue médiation avec la communauté locale. En 2015, les habitants l'ont rebaptisé Théâtre-Source Didier Schaub en hommage à la mémoire du directeur artistique de l'Espace doual'art.